# Nervus accessorius
Extranerven, binerven, kranialnerv XI, latin nervus accessorius är en kranialnerv som motoriskt innerverar musklerna trapezius och sternocleidomastoideus.  
En skada av denna nerv ger det som följd snedställning av huvudet och svårighet att lyfta armen över horisontalplanet.